# مارك كيندال (لاعب كرة قدم)
مارك كيندال (بالإنجليزية: Mark Kendall)‏ (10 ديسمبر 1961 في المملكة المتحدة - ) هو لاعب كرة قدم بريطاني في مركز حراسة المرمى. لعب مع أستون فيلا وبرمنغهام سيتي ونادي نورثامبتون تاون ونادي تاموورث ونادي ووستر سيتي ونادي أثرستون تاون وBedworth United F.C. ‏ وHitchin Town F.C. ‏ وMile Oak Rovers & Youth F.C. ‏ وويلنهول تاون ‏.

## وصلات خارجية
- مارك كيندال على موقع قاعدة بيانات كرة القدم.إي يو (الإنجليزية)